# تفاعل أبيلين
تفاعل أبيلين (بالإنجليزية: Abelin reaction)‏ هو تفاعلٌ نوعي (كيفي) لإثبات وجود الأرسفينامين والنيوسالفرسان في الدم والبول.
سُميَّ نسبةً إلى عالم الفيزيولوجيا إسحق أبيلين [الإنجليزية].